# Петровка (Октябрський район)
Петро́вка (рос. Петровка) — село у складі Октябрського району Оренбурзької області, Росія.

## Населення
Населення — 140 осіб (2010; 171 у 2002).
Національний склад (станом на 2002 рік):
- росіяни — 80 %